# Psara acrospila
Psara acrospila là một loài bướm đêm trong họ Crambidae.